# 天母北路
天母北路（通用漢語：TianMu N. Rd.，威妥瑪拼音：T'ienmu N. Rd.），為臺灣臺北市天母地區主要道路，以永和橋橫跨士林、北投兩區。過去美軍駐台時期與今天母西路東段（天母北路以東路段）連接為L型走向的天母三路，1970年代與新闢道路（今天母西路西段）合併命名為石牌三十六號路，於1991年以前分拆整併為今名。經緯度約為25°07′16″N 121°31′36″E / 25.1212°N 121.5266°E 。本路與行義路為通往紗帽山溫泉區之主要道路，故每當假日時總是有許多車輛。
道路兩側多為內政部所劃定之第三種住宅區，此外也有第三種商業區、第二種住宅區、停車場用地、河川區和綠地用地。

## 沿途地標及設施

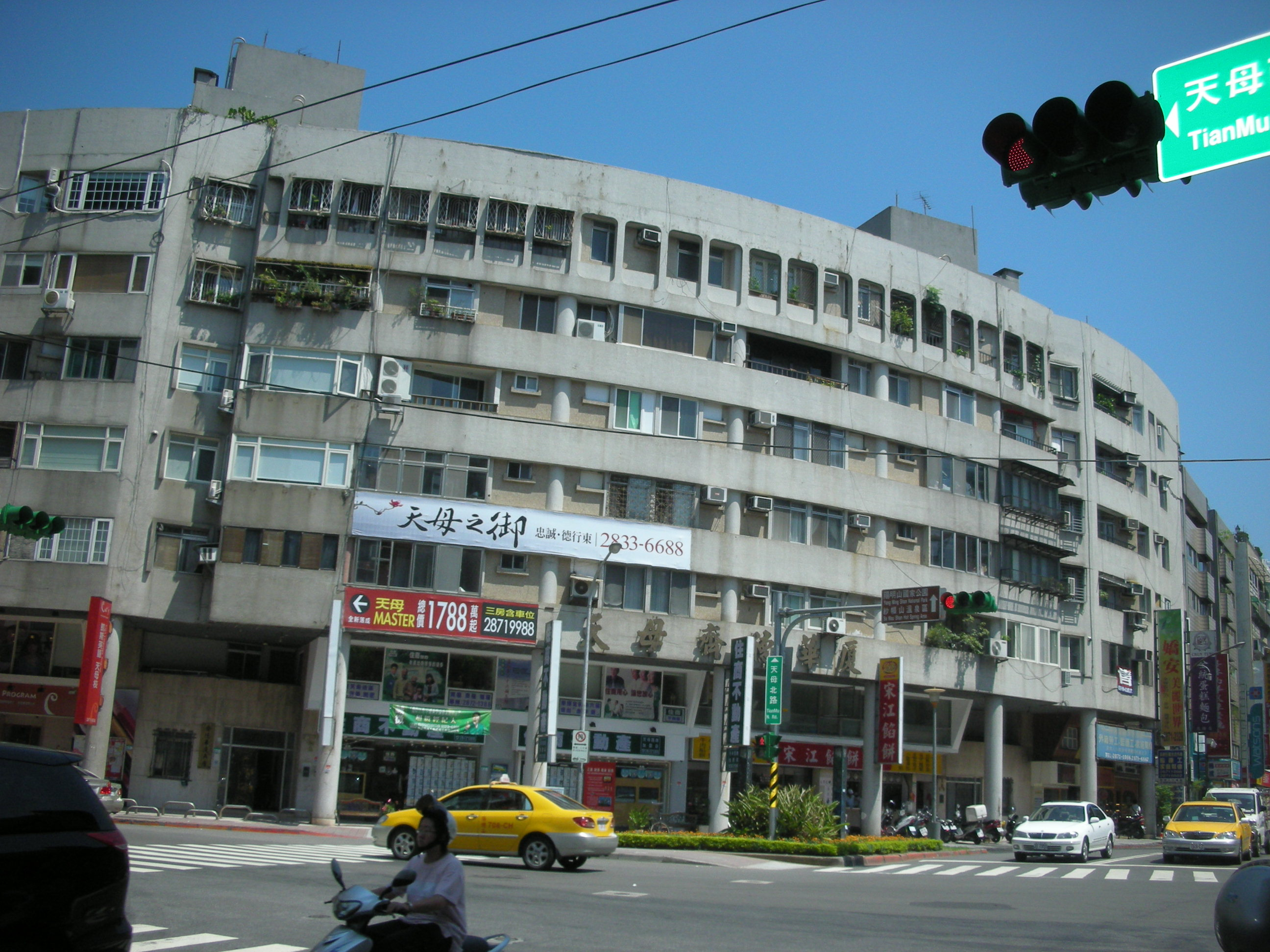
齊德華廈

（由南至北）
- 紅蘋果生活百貨
- 齊德華廈齊德華廈
- 宋江餡餅粥
- 寶島眼鏡 天母北路
- 宣道會天母堂（4巷）
- 燦坤3C-天母店
- 天美綠地（44巷）
- 傳家居（87巷9弄）
- 合作金庫商業銀行 員工訓練中心（87巷）
- 士林75號綠地（87巷）
- 摩斯漢堡 天母店
- 福德宮（101巷）
- 永欣綠地（105巷底，地址屬同德街44巷）
- 櫻花崗公園
- 陽明山五福宮（道路終點，地址為行義路1號）

（註：未標註巷弄則位於道路上）

## 里界
天母北路跨越士林、北投兩區的界河磺溪，為聯絡天母及石牌的南北向道路，行經路段大部分屬天玉里。
| 北投區 | 北投區 | 永欣里 | 天母北路 | 永欣里 | 北 |
| 西     | 磺 溪  | 磺溪   | 永和橋   | 磺溪   | 東 |
| 西     | 磺 溪  | 天玉里 | 天母北路 | 天母里 | 東 |
| 士林區 | 士林區 | 天玉里 | 天母北路 | 天玉里 | 南 |

## 交通
| 編號              | 路線起迄                       | 本路段公車站牌                                   | 經營業者          |
| ----------------- | ------------------------------ | ------------------------------------------------ | ----------------- |
| 224               | 天母－捷運石牌站（經天母北路） | 天母國小、天玉里、天北站                         | 光華巴士          |
| 268               | 天母－大直                     | 天母國小(往天母)、天玉里(往天母)、天北站(往天母) | 光華巴士          |
| 602               | 天母－北投                     | 天母國小、天玉里、天北站                         | 大南汽車 中興巴士 |
| 612               | 大同之家－松德                 | 天母國小、天玉里、天北站                         | 東南客運          |
| 612區間車         | 榮總－松德                     | 天母國小(往松德)、天玉里(往松德)、天北站(往松德) | 東南客運          |
| 重慶幹線（原601） | 天母－東園                     | 天母國小、天玉里、天北站                         | 大都會客運        |
| 市民小巴11        | 天母－捷運芝山站               | 天母國小(往捷運芝山站、天玉里、合庫訓練中心      | 光華巴士          |

(註:公車站牌後若有括弧標註方向即為單邊設站)
| 編號 | 路線起迄       | 本路段公車站牌 | 經營業者 |
| ---- | -------------- | -------------- | -------- |
| 290  | 榮總－大鵬新城 | 天母國小       | 欣欣客運 |

## 活動
- 「天母搞什麼鬼」 天母北路有「我給糖、別搗蛋」之特約店家。每一屆皆有活動即特約商家參與[4]。

## 相關資訊
- 天母北路上的「兩大知名廢墟」：一為「傳家居」，據新聞報導，知名歌仔戲藝人楊麗花丈夫兄弟因兩人爭產，「傳家居」一荒廢就是超過25年以上之久。二為「富安天母」的商場，據新聞報導，「富安天母」大門口有處店面與商場，空置至少12年之久，多次淪落法拍市場，屋主為遠航前董座張綱維的母親，許多民眾戲稱以上都是「天母的廢墟」。[5][6]

## 圖片集

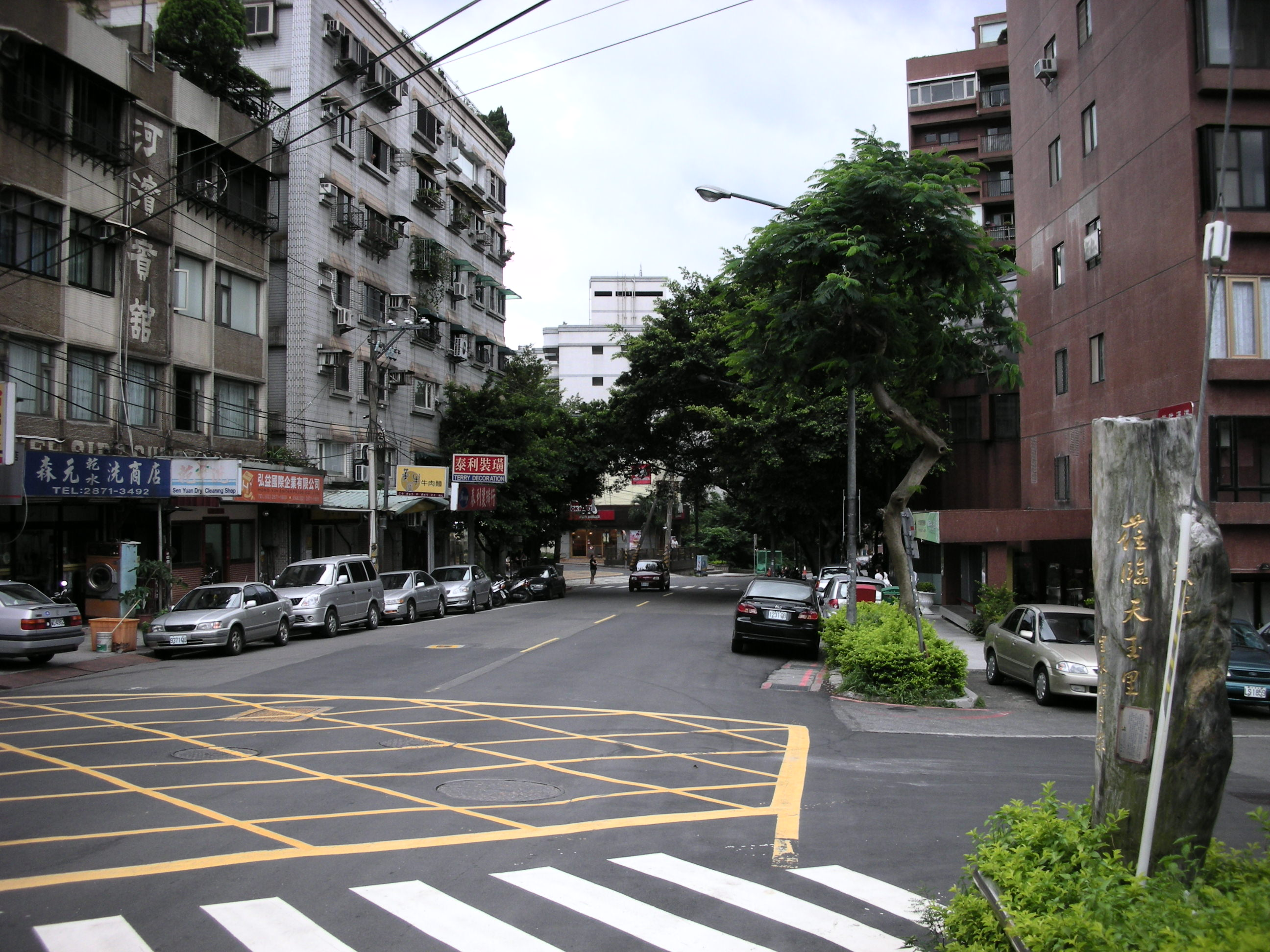
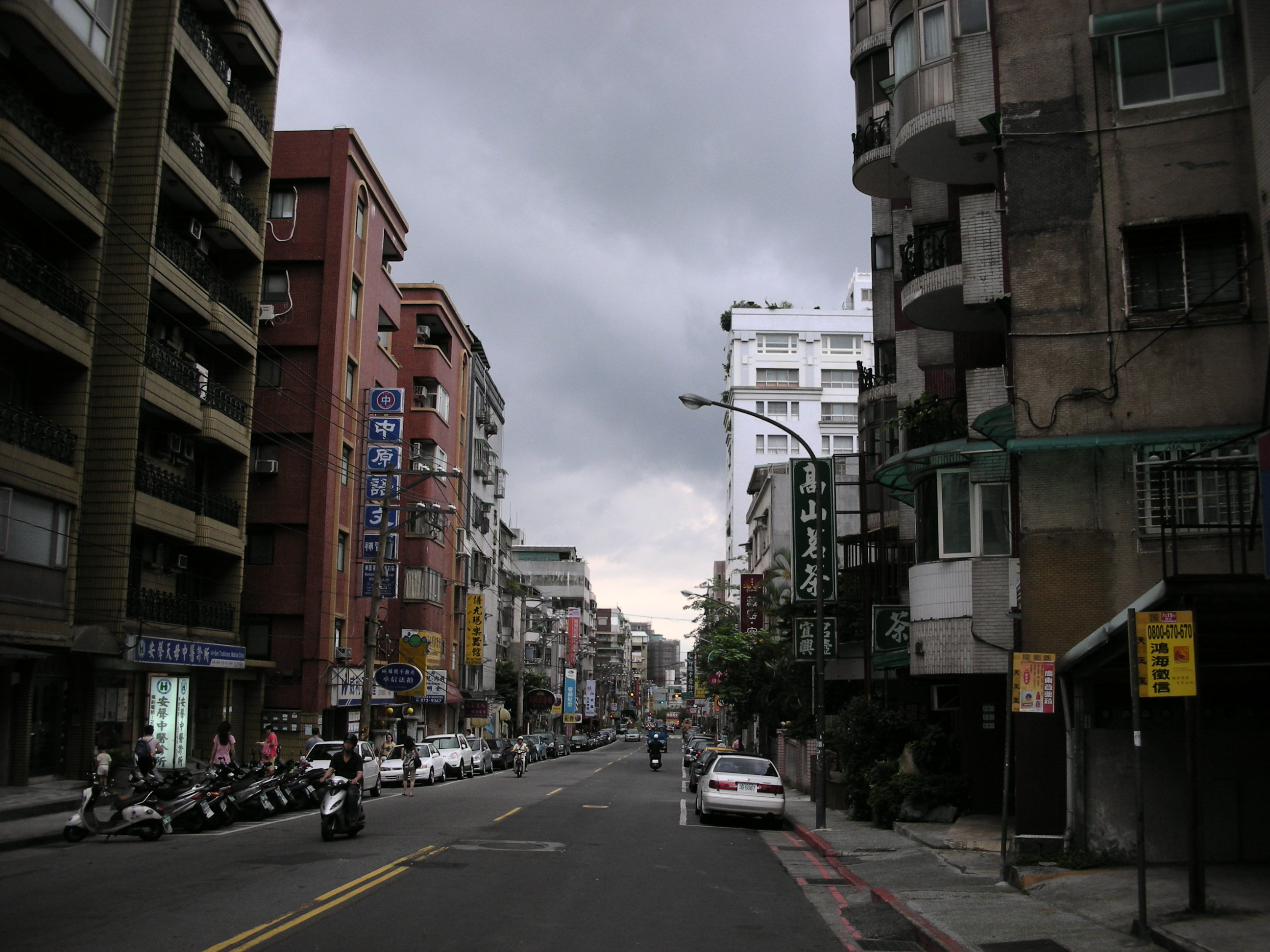
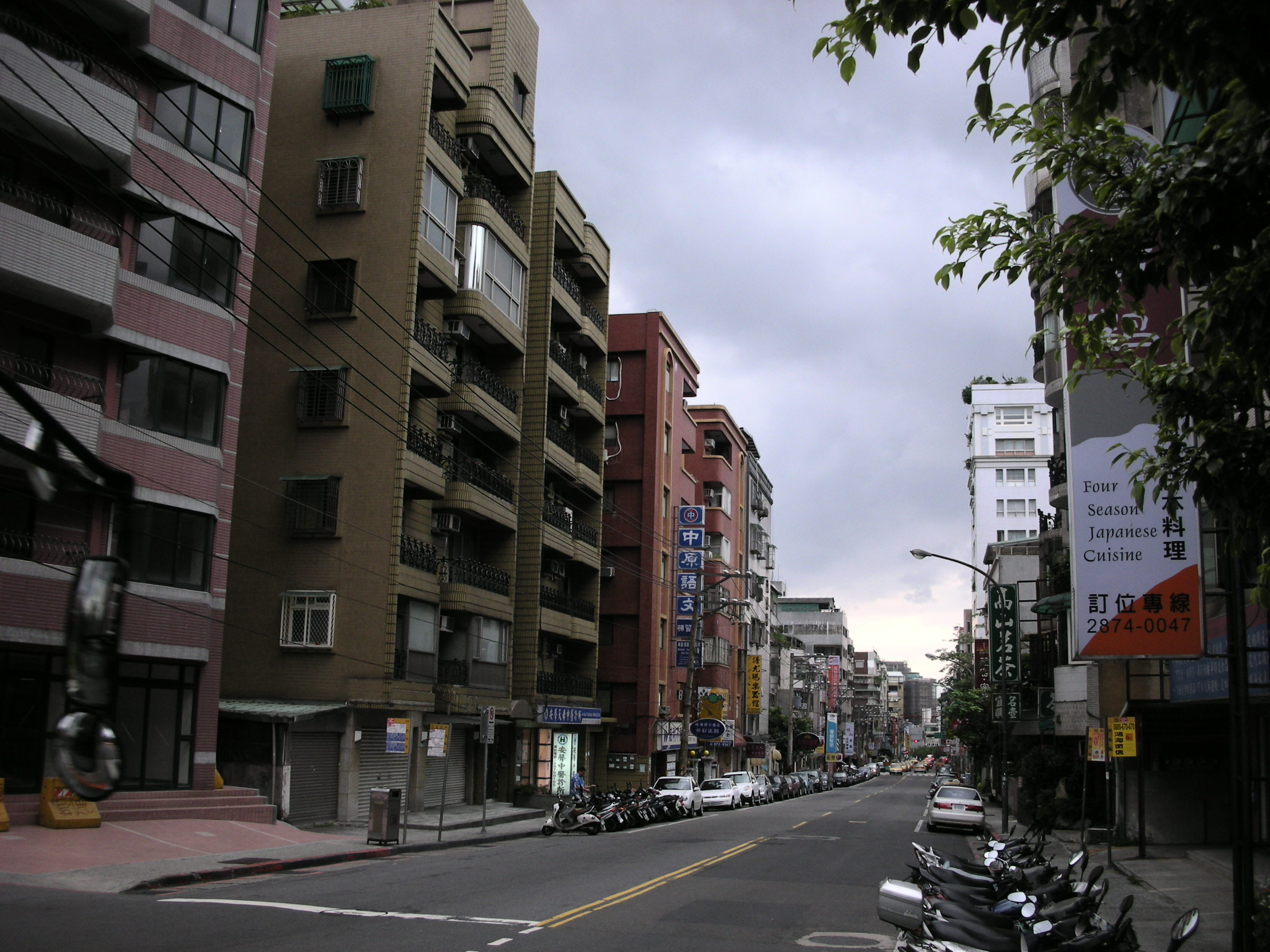

## 資料來源
1. ↑  水門王. . 天母三角埔. 2014-02-27  [2019-08-17]. （原始内容存档于2019-06-09）.
2. ↑  於1976、1977、1983年地圖中之路名各不相同，1991年地圖中路名為今名。. 中央研究院人社中心地理資訊科學專題研究中心.   [2019-09-12]. （原始内容存档于2021-12-19）. 臺北市街道圖(1976)、臺北市街道圖(1977)、臺北市行政區域圖(1983)、臺北市行政區域圖(1991)
3. ↑  . 中華民國內政部營建署.   [2019-09-13]. （原始内容存档于2020-03-23）.
4. ↑  . http://www.tianmu.org.tw.   [2019-11-01]. （原始内容存档于2019-11-01）. 外部链接存在于|work= (帮助)
5. ↑  . 自由時報.   [2018-8-15].
6. ↑  . ETtoday新聞雲› ETtoday房產雲.   [2023-9-29]. （原始内容存档于2023-10-08）.